# داریا کوروبووا
داریا کوروبووا (انگلیسی: Daria Korobova؛ زادهٔ ۷ فوریهٔ ۱۹۸۹) شناگر شنای موزون اهل روسیه است.
او همچنین برندهٔ جوایزی همچون نشان دوستی شده‌است.
وی در مسابقات کشوری و بین‌المللی در مجموع برندهٔ ۴ مدال طلا شده‌است.